# Prędkość detonacji
Prędkość detonacji (D) – prędkość propagacji detonacji (przemieszczania się fali detonacyjnej) w materiale wybuchowym. Jest stała dla każdego materiału wybuchowego w danych warunkach i większa od prędkości dźwięku w materiale przed frontem detonacji (a więc w materiale niezaburzonym). Stanowi jedną z podstawowych charakterystyk wyznaczanych dla materiałów wybuchowych.
Do pomiaru prędkości detonacji wykorzystuje się szereg metod z użyciem czujników jonizacyjnych, zwarciowych lub światłowodowych bądź też kamery do szybkich zdjęć. Prostym sposobem pomiaru tego parametru jest metoda Dautriche’a z użyciem lontu detonującego o znanej prędkości detonacji. Możliwy jest również pomiar metodą elektromagnetyczną, w której mierzy się zmiany wartości siły elektromotorycznej w czasie w układzie, w którym część czujnika porusza się wraz z produktami detonacji w jednorodnym polu magnetycznym.
W przypadku skondensowanych (stałych i ciekłych) materiałów wybuchowych na wartość prędkości detonacji mają wpływ m.in. ciepło detonacji, gęstość materiału, średnica ładunku i jego otoczka oraz rozmiary ziaren (rozdrobnienie), a także zawartość składników w mieszaninie wybuchowej i jej struktura. Prędkość detonacji zmienia się znacząco w zależności od średnicy ładunku. Dla ładunków o średnicy równej średnicy krytycznej, prędkość detonacji osiąga wartość minimalną. Wraz ze wzrostem średnicy ładunku rośnie również prędkość propagacji fali detonacyjnej aż do wartości maksymalnej (idealnej prędkości detonacji) dla tzw. granicznej średnicy detonacji, powyżej której można mówić o idealnej detonacji (w przypadku której średnica ładunku nie wpływa już na prędkość detonacji).